# Петрова Легота
Петрова Легота (словац. Petrova Lehota) — село, громада округу Тренчин, Тренчинський край. Кадастрова площа громади — 8.07 км².
Населення 194 особи (станом на 31 грудня 2020 року).

## Історія
Петрова Легота згадується 1346 року.

## Населення
| Рік:            | 1994. | 2004. | 2014.    | 2024.   |
| --------------- | ----- | ----- | -------- | ------- |
| Кількість осіб: | 0     | 165   | 182      | 192     |
| Різниця:        |       | –     | +10,30 % | +5,49 % |

| Рік:            | 2023. | 2024.   |
| --------------- | ----- | ------- |
| Кількість осіб: | 199   | 192     |
| Різниця:        |       | -3,51 % |